# Respekt (tygodnik)
Respekt (dawniej Informační servis) – czeski tygodnik informacyjny. Został założony w listopadzie 1989 jako „Informační servis”.